# Campeonato Europeo de Curling Femenino de 2019
El XLV Campeonato Europeo de Curling Femenino se celebró en Helsingborg (Suecia) entre el 16 y el 23 de noviembre de 2019 bajo la organización de la Federación Mundial de Curling (WCF) y la Federación Sueca de Curling.
Las competiciones se realizaron en el Olympiarinken de la ciudad sueca.

## Tabla de posiciones
| Pos | Equipo          | G | P | G–P |
| --- | --------------- | - | - | --- |
| 1   | Suiza           | 8 | 1 | 1–0 |
| 2   | Rusia           | 8 | 1 | 0–1 |
| 3   | Suecia          | 7 | 2 | 1–0 |
| 4   | Escocia         | 7 | 2 | 0–1 |
| 5   | Alemania        | 5 | 4 | –   |
| 6   | República Checa | 3 | 6 | –   |
| 7   | Dinamarca       | 2 | 7 | 1–1 |
| 8   | Estonia         | 2 | 7 | 1–1 |
| 9   | Noruega         | 2 | 7 | 1–1 |
| 10  | Letonia         | 1 | 8 | –   |

## Cuadro final
|  | Semifinales | Semifinales |   |       | Final        | Final |  |
|  |             |             |   |       |              |       |  |
|  |             |             |   |       |              |       |  |
|  | Suiza       | 2           |   |       |              |       |  |
|  | Escocia     | 3           |   |       |              |       |  |
|  |             |             |   |       |              |       |  |
|  |             |             |   |       |              |       |  |
|  |             |             |   |       | Escocia      | 4     |  |
|  |             | Suecia      | 5 |       |              |       |  |
|  |             |             |   |       |              |       |  |
|  |             |             |   |       |              |       |  |
|  |             |             |   |       | Tercer lugar |       |  |
|  |             |             |   |       |              |       |  |
|  | Rusia       | 3           |   | Suiza | 6            |       |  |
|  | Suecia      | 9           |   |       | Rusia        | 5     |  |

## Medallistas
| Evento | Oro                                                                                           | Plata                                                                           | Bronce                                                                            |
| ------ | --------------------------------------------------------------------------------------------- | ------------------------------------------------------------------------------- | --------------------------------------------------------------------------------- |
| Equipo | Suecia · Anna Hasselborg · Sara McManus · Agnes Knochenhauer · Sofia Mabergs · Johanna Heldin | Escocia Eve Muirhead Lauren Gray Jennifer Dodds Victoria Wright Sophie Sinclair | Suiza · Alina Pätz · Silvana Tirinzoni · Esther Neuenschwander · Melanie Barbezat |